# Vega-Sternwarte Salzburg

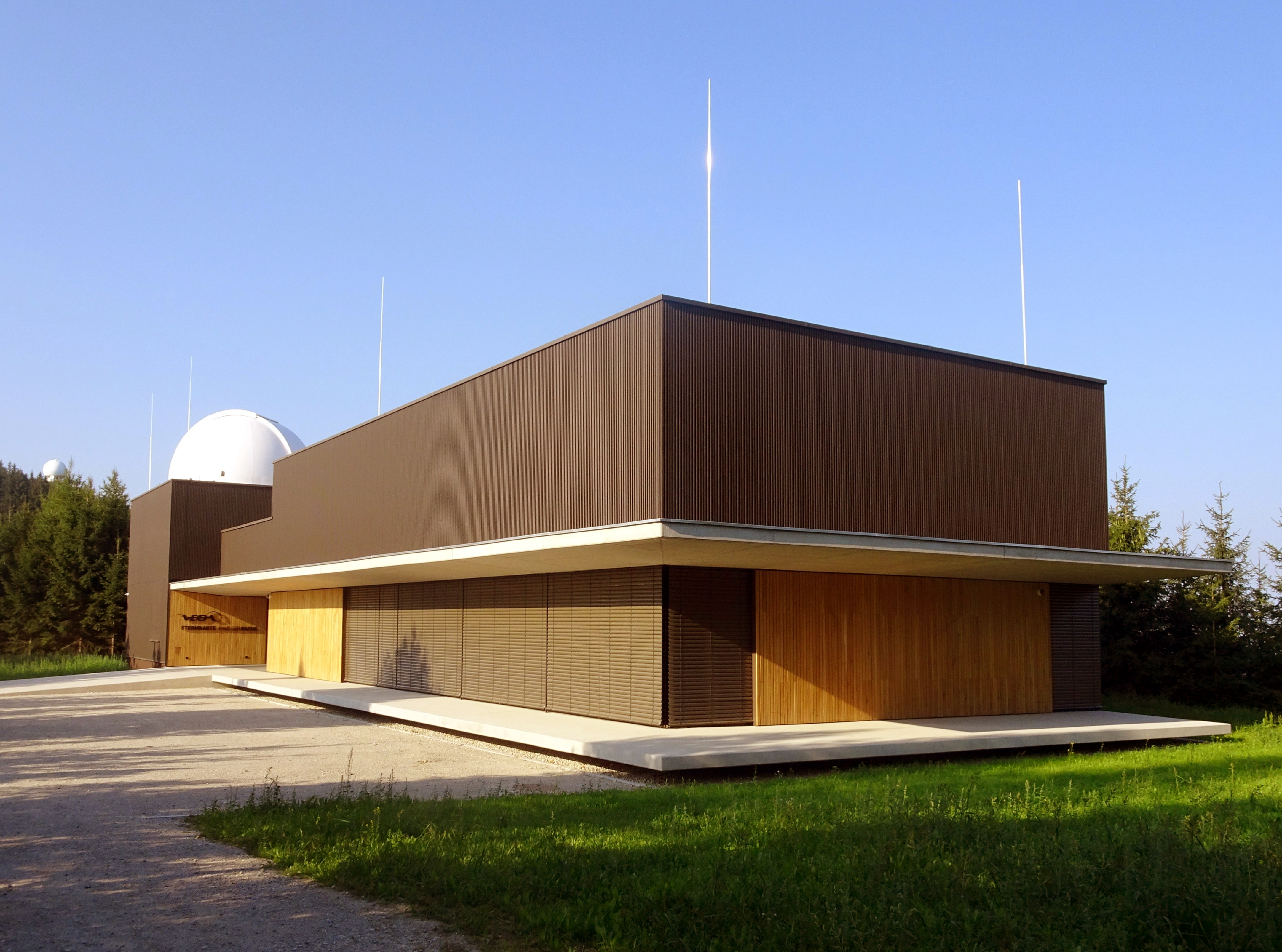
Neue Sternwarte am Haunsberg

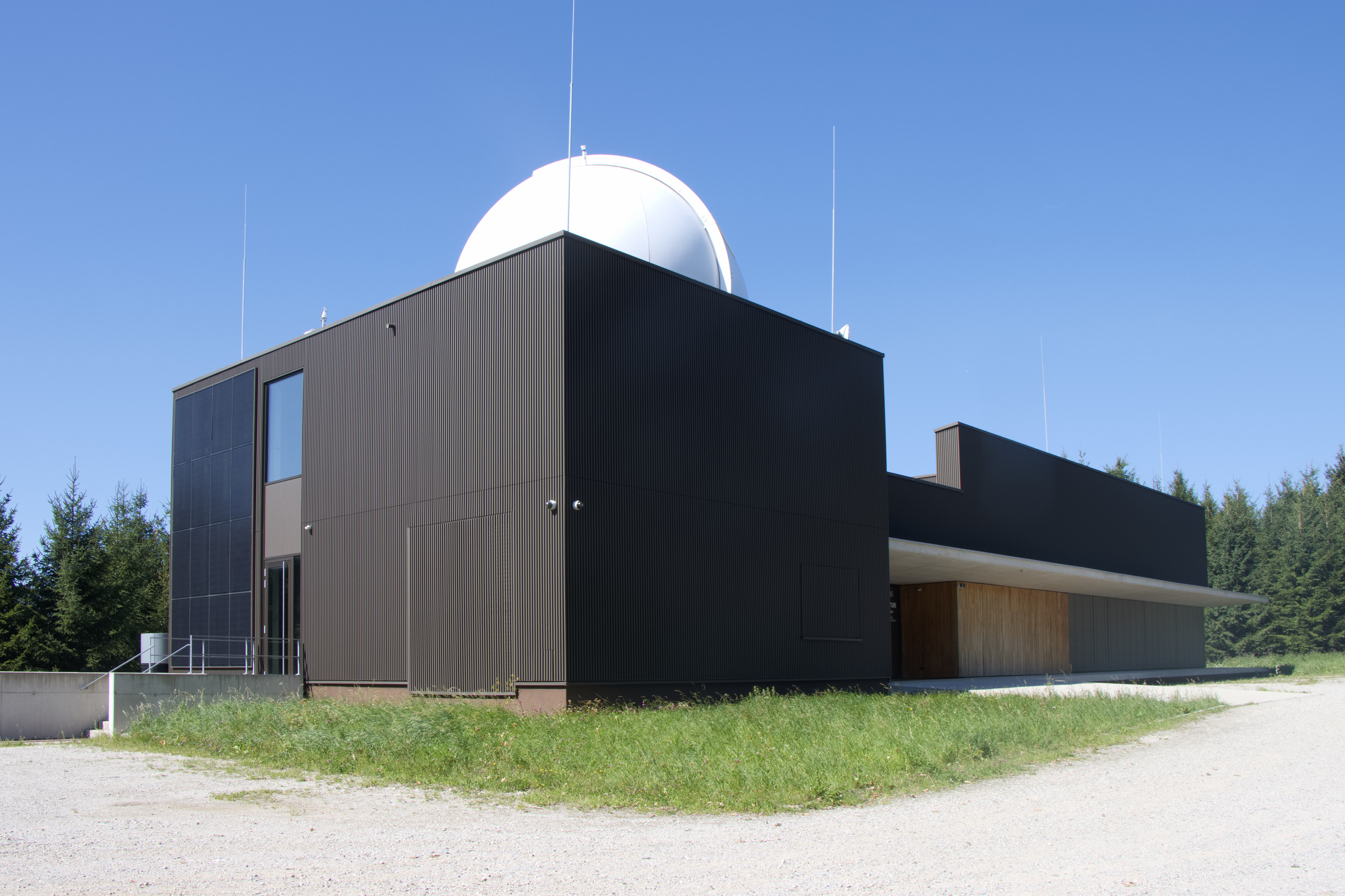
Ansicht des Gebäudes von Westen

Die VEGA-Sternwarte Haus der Natur Salzburg steht nahe dem Gipfel des Haunsberges in der Gemeinde Nußdorf am Haunsberg im Bezirk Salzburg-Umgebung. Die Forschungs- und Volkssternwarte, die dem Haus der Natur Salzburg gehört, wurde im August 2018 eröffnet. Sie wird ehrenamtlich von den Mitgliedern der Arbeitsgruppe Astronomie des Hauses der Natur unter der Leitung von Helmut Windhager betrieben. Sie besitzt das drittgrößte Teleskop Österreichs, das gleichzeitig auch eines der größten öffentlich zugänglichen Teleskope Europas ist.

## Beschreibung
Die neue Sternwarte ersetzt die kleine Anlage in Voggenberg. Der Bau hat im Obergeschoß eine große Beobachtungsterrasse für einige hundert Besucher und zwei Sternwartekuppeln an den Seiten. Die größere Kuppel beinhaltet ein Ritchey-Chrétien-Cassegrain-Teleskop mit 1 Meter Spiegeldurchmesser und 7 Meter Brennweite. Das große Teleskop wird hauptsächlich für Astrofotografie und visuelle Beobachtungen im Deep Sky genutzt. Das zweite Instrument ist ein RC mit 60 cm Öffnung und 4 m Brennweite. Es dient u. a. wissenschaftlicher Arbeit mittels Spektroskopie und der Beobachtung von Objekten im Sonnensystem. Beide Teleskope wurden von der oberösterreichischen Firma ASA Astrosysteme gebaut.
Im Erdgeschoß befindet sich ein großer Vortragssaal für 150 Teilnehmer und zugehörige Nebenräume. Die Projektionsfläche auf der Stirnseite ist 8 Meter breit, kann auf 10,26 m erweitert werden und ist für modernste Vorführtechniken eingerichtet. Dort fand unter anderem die Tagung ÖTA'19 der österreichischen Amateurastronomen statt.
Eine Besonderheit für Europa ist die Art der Finanzierung: sie wurde zu etwa 70 % von privaten Sponsoren und Spendern getragen, wobei der Startschuss von einem Großspender kam, der Logistik-Firma VEGATRANS. Nur etwa 30 % kamen aus öffentlichen Mitteln.
Die öffentlichen Sternführungen werden von der astronomischen Arbeitsgruppe mit einem Team von ca. 30 Personen durchgeführt. Die Anmeldungen erfolgen online auf der Website des Hauses der Natur.
Die VEGA-Sternwarte wird seit Beginn von der Choros Concept GmbH als Eventlocation betrieben. In dieser Kooperation mit dem Haus der Natur wird bei jeder Veranstaltung der Bildungsauftrag in die Programme inkludiert und mit astronomischen Vorträgen und der Teleskopnutzung begleitet.